# Erigeron cilicicus
Erigeron cilicicus là một loài thực vật có hoa trong họ Cúc. Loài này được Boiss. ex Vierh. mô tả khoa học đầu tiên năm 1906.